# Acacia elachantha
Acacia elachantha är en ärtväxtart som beskrevs av M.W.Mcdonald och Bruce R. Maslin. Acacia elachantha ingår i släktet akacior, och familjen ärtväxter. Inga underarter finns listade i Catalogue of Life.